# Michael Tor
Michael Tor (Chicago, 19 gennaio 1917 – Milano, 1º febbraio 2009) è stato un attore, doppiatore e baritono statunitense, noto anche per essere stato la voce italiana del gatto Silvestro nei cortometraggi animati distribuiti al cinema dalla Warner Bros. negli anni sessanta e settanta.

## Biografia
Tor iniziò la sua carriera come baritono professionista nei natii Stati Uniti, dove lavorava alla radio, incideva dischi e si esibiva in palcoscenico, debuttando nella sua città natale in un'edizione della Carmen di Bizet dove impersonava Escamillo, dopo aver preso lezioni da importanti maestri europei come Claude Got dell'Opéra Comique di Parigi e Anna Kraisky in Italia. Inoltre doppiò alcuni attori nelle parti cantate di film cinematografici. Data la sua conoscenza della lingua italiana, partecipò anche al doppiaggio dei film La mia via e Scrivimi fermo posta, effettuato direttamente negli Stati Uniti.
Arrivò in Italia al seguito delle truppe di liberazione durante la seconda guerra mondiale. Fu uno dei primi a giungere su una jeep nella liberata Roma, in cui aveva già studiato negli anni trenta e dove decise di stabilirsi. Nel dopoguerra iniziò a dedicarsi al cinema, interpretando principalmente ruoli da caratterista. Tra di essi spiccano quelli da ufficiale americano con velleità di cantante: il primo in Natale al campo 119 (1947) di Pietro Francisci, l'altro in Napoli milionaria (1950) di Eduardo De Filippo. Nel 1949 partecipò a un concerto diretto da Willy Ferrero, che gli affidò l'esecuzione di tre spirituals negri, riscuotendo un certo successo.
Negli anni sessanta e settanta raggiunse invece la popolarità come doppiatore principale di Silvestro (a cui dava il suo accento americano) nei cortometraggi animati Looney Tunes e Merrie Melodies, in particolare nei programmi antologici distribuiti nei cinema italiani dalla Warner Bros. che includevano corti usciti in patria dal 1949 in poi (i diritti dei precedenti erano infatti passati alla United Artists).

## Filmografia
- La gondola del diavolo, regia di Carlo Campogalliani (1946)
- Natale al campo 119, regia di Pietro Francisci (1947)
- Il grido della terra, regia di Duilio Coletti (1949)
- La strada buia, regia di Sidney Salkow (1950)
- Il deportato (Deported), regia di Robert Siodmak (1950)
- Napoli milionaria, regia di Eduardo De Filippo (1950)
- Senza bandiera, regia di Lionello De Felice (1951)
- Quo vadis, regia di Mervyn LeRoy (1951)
- O.K. Nerone, regia di Mario Soldati (1951)
- Viva il cinema!, regia di Giorgio Baldaccini ed Enzo Trapani (1952)
- La carrozza d'oro (Le carrosse d'or), regia di Jean Renoir (1952)
- I cavalieri della regina, regia di Mauro Bolognini (1954)
- Conrad Nagel Theater – serie TV, episodio 1x24 (1955)
- Andrea Chénier, regia di Clemente Fracassi (1955)
- Guerra e pace (War and Peace), regia di King Vidor (1956)
- Difendo il mio amore, regia di Giulio Macchi (1956)
- Dr. med. Mark Wedmann - Detektiv inbegriffen – serie TV, episodio 1x11 (1974)

## Doppiaggio
- Joseph Schildkraut in Scrivimi fermo posta
- Bing Crosby ne La mia via
- Narratore ne La passione secondo san Matteo (versione tedesca)
- Camillo Milli in Souvenir d'Italie
- Paolo Stoppa nel personaggio di mister Black in Siamo uomini o caporali
- Silvestro in Looney Tunes e Merrie Melodies (edizioni cinematografiche anni '60 e '70)